# Alia Shawkat
Alia Shawkat (Riverside, 18 april 1989) is een Amerikaanse actrice en artieste. Ze is bekend voor haar rollen in State of Grace, Arrested Development en Search Party.

## Biografie
Shawkat werd in 1989 in Californië geboren. Haar ouders zijn Dina Burke en acteur Tony Shawkat. Haar vader is afkomstig uit Bagdad. Haar grootvader langs moederszijde was acteur Paul Burke. Van haar zestiende volgde ze - als ze niet op de set stond - privéonderwijs. Shawkat speelt piano en spreekt verschillende talen. Ze heeft twee broers.

## Carrière
Reeds op tienjarige leeftijd acteerde Shawkat in de film Three Kings, samen met haar vader. In 2001 speelde ze 'Hannah' in de familieserie State of Grace en van 2003 tot 2019 'Maeby Funke' in de komische serie Arrested Development. Sinds 2016 speelt Shawkat 'Dora Sief' in de satirische donkerkomische serie Search Party.

## Filmografie

### Film
| Jaar | Filmtitel                      | Rol              | Opmerkingen                |
| ---- | ------------------------------ | ---------------- | -------------------------- |
| 1999 | Three Kings                    | Amirs dochter    |                            |
| 2005 | Rebound                        | Amy              |                            |
| 2005 | Queen of Cactus Cove           | Billie           | kortfilm                   |
| 2006 | Deck the Halls                 | Madison Finch    |                            |
| 2008 | Bart Got a Room                | Camille          |                            |
| 2008 | Prom Wars                      | Diana Riggs      |                            |
| 2009 | Amreeka                        | Salma Halaby     |                            |
| 2009 | Whip It!                       | Pash Amini       |                            |
| 2010 | The Runaways                   | Robin Robbins    |                            |
| 2011 | The Lie                        | Seven            |                            |
| 2011 | Cedar Rapids                   | Bree             |                            |
| 2011 | The Oranges                    | Vanessa Walling  |                            |
| 2011 | Our Deal                       | Night Creeper    | kortfilm                   |
| 2012 | Damsels in Distress            | Mad Madge        |                            |
| 2012 | That's What She Said           | Clementine       |                            |
| 2012 | Ruby Sparks                    | Mabel            |                            |
| 2012 | The Brass Teapot               | Louise           |                            |
| 2012 | The Golden Age                 | Janice           | kortfilm                   |
| 2013 | May in the Summer              | Dalia            |                            |
| 2013 | The End of Love                | Alia Shawkat     | cameo                      |
| 2013 | Setup, Punch                   | Dottie Kaufman   | kortfilm                   |
| 2013 | The To Do List                 | Fiona Forster    |                            |
| 2013 | Bunion                         | Rachel           | kortfilm                   |
| 2013 | Night Moves                    | Surprise         |                            |
| 2013 | The Moment                     | Jessie Jamil     |                            |
| 2014 | Life After Beth                | Roz              |                            |
| 2014 | Wild Canaries                  | Jean             |                            |
| 2015 | The Final Girls                | Gertie Michaels  |                            |
| 2015 | The Driftless Area             | Carrie           |                            |
| 2015 | Nasty Baby                     | Wendy            |                            |
| 2015 | Adam Green's Aladdin           | Emily            |                            |
| 2015 | Green Room                     | Sam              |                            |
| 2015 | Me Him Her                     | Laura            |                            |
| 2016 | The Intervention               | Lola             |                            |
| 2016 | Pee-wee's Big Holiday          | Bella            |                            |
| 2016 | Paint It Black                 | Josie            |                            |
| 2016 | 20th Century Women             | Trish            |                            |
| 2017 | Izzy Gets the F*ck Across Town | Agatha Benson    |                            |
| 2018 | Blaze                          | Sybil Rosen      |                            |
| 2018 | Duck Butter                    | Naima            | ook als schrijfster        |
| 2019 | Animals                        | Tyler            |                            |
| 2019 | First Cow                      | vrouw met hond   |                            |
| 2019 | I Lost My Body                 | Gabrielle (stem) | Engelstalig gedubde versie |
| 2019 | Alina                          | Alina            | kortfilm                   |
| 2020 | The Letter Room                | Rosita           | kortfilm                   |
| 2021 | Love Spreads                   | Kelly            |                            |
| 2021 | Being the Ricardos             | Madelyn Pugh     |                            |
| 2022 | Jackass Forever                | zichzelf         | cameo                      |
| 2022 | The Listener                   | Sharon           | stem                       |
| 2023 | Drift                          | Callie           |                            |
| 2024 | Blink Twice                    | Jess             |                            |

### Televisie
| Jaar                   | Serie                     | Rol                                              | Opmerking                           |
| ---------------------- | ------------------------- | ------------------------------------------------ | ----------------------------------- |
| 1999                   | JAG                       | de jonge Sarah MacKenzie                         | episode: "Second Sight"             |
| 2000                   | The Trial of Old Drum     | Dee                                              | tv-film                             |
| 2002                   | State of Grace            | de jonge Hannah Rayburn                          | hoofdrol - 40 episodes              |
| 2002                   | Presidio Med              | Tara Wegman                                      | episode: "Good Question"            |
| 2003                   | Without a Trace           | Siobhan Arintero                                 | episode: "Maple Street"             |
| 2003                   | Boomtown                  | Denise Stein                                     | episode: "Home Invasion"            |
| 2003–06; 2013; 2018–19 | Arrested Development      | Mae "Maeby" Fünke                                | hoofdrol - 79 episodes              |
| 2006                   | Veronica Mars             | Stacy Wells                                      | episode: "The Rapes of Graff"       |
| 2006                   | Not Like Everyone Else    | Brandi Blackbear                                 | tv-film                             |
| 2007                   | The Business              | scenarioschrijvende manicure                     | 2 episodes                          |
| 2008                   | The Bad Mother's Handbook | Charlotte                                        | tv-film                             |
| 2008                   | The Starter Wife          | Robin                                            | 3 episodes                          |
| 2010                   | The League                | April                                            | episode: "The Expert Witness"       |
| 2013                   | NTSF:SD:SUV::             | Gail                                             | episode: "Burn After Killing"       |
| 2014                   | Drunk History             | Frances Cleveland                                | episode: "First Ladies"             |
| 2014                   | Robot Chicken             | Minerva McGonagall (stem)                        | episode: "G.I. Jogurt"              |
| 2014                   | Getting On                | Colleen Hoover                                   | 4 episodes                          |
| 2015                   | Tijd voor Avontuur        | Betsy Poundcake (stem)                           | episode: "The Diary"                |
| 2015                   | Broad City                | Adele                                            | episode: "Coat Check"               |
| 2015                   | Drunk History             | Virginia Hall                                    | episode: "Spies"                    |
| 2016                   | Portlandia                | Burgemeesters kind                               | episode: "Shville"                  |
| 2016                   | Animals                   | Sharon (stem)                                    | episode: "Rats"                     |
| 2016–17                | Tijd voor Avontuur        | Charlie (stem)                                   | 2 episodes                          |
| 2016–22                | Search Party              | Dory Sief                                        | hoofdrol - 50 episodes              |
| 2016                   | Drunk History             | Alexander Hamilton                               | episode: "Hamilton"                 |
| 2017–19                | Transparent               | Lila                                             | 8 episodes                          |
| 2017                   | Big Mouth                 | Roland (stem)                                    | episode: "Pillow Talk"              |
| 2018–present           | Summer Camp Island        | Blanche/Cinnamon Raisin Toast/Butter Goth (stem) | 6 episodes                          |
| 2019                   | Living with Yourself      | Maia                                             | terugkerende rol                    |
| 2020                   | The Shivering Truth       | stem                                             | episode: "Nesslessness"             |
| 2020                   | Moonbase 8                | Alix                                             | episode: "Visitors"                 |
| 2021                   | Pride                     | Madeleine Tress                                  | episode:"1950s: People Had Parties" |
| 2021                   | Ultra City Smiths         | Little Grace/vrouw (stem)                        | 5 episodes                          |
| 2022                   | The Old Man               | Angela                                           | hoofdrol                            |
| 2024                   | Star Wars: Skeleton Crew  | Kh'ymm (stem)                                    | 2 episodes                          |

## Prijzen (incompleet)
| Jaar | Prijs                     | Categorie                                                                         | Werk                 | Resultaat   |
| ---- | ------------------------- | --------------------------------------------------------------------------------- | -------------------- | ----------- |
| 2002 | Young Artist Award        | Beste prestatie in een komische tv-serie – jonge vrouwelijke hoofdrol             | State of Grace       | Genomineerd |
| 2004 | TV Land Award             | Toekomstige klassieker                                                            | Arrested Development | Gewonnen    |
| 2005 | Young Artist Award        | Beste prestatie in a tv-serie (komedie of drama) – ondersteunende vrouwelijke rol | Arrested Development | Gewonnen    |
| 2005 | Screen Actors Guild Award | Bijzondere groepsprestatie in een komische serie                                  | Arrested Development | Genomineerd |
| 2006 | Screen Actors Guild Award | Bijzondere groepsprestatie in een komische serie                                  | Arrested Development | Genomineerd |
| 2014 | Screen Actors Guild Award | Bijzondere groepspretatie in een komische serie                                   | Arrested Development | Genomineerd |
| 2017 | Gracie Award              | Actrice in een doorbraakrol                                                       | Search Party         | Gewonnen    |